# Gus Mears
Henry Augustus Mears, detto Gus (1873 – 4 febbraio 1912), è stato un imprenditore britannico, appassionato di calcio e fondatore del Chelsea Football Club.

## Biografia
Nato nel 1873, figlio di Joseph e Charlotte Mears, nel 1896 comprò insieme al fratello Joseph i Campi di Atletica di Stamford Bridge, e in seguito il vicino giardino mercatale, con l'intenzione di trasformarlo nello stadio di calcio più bello d'Inghilterra e di ospitarvi partite di grosso calibro. Non riuscì a convincere il presidente del Fulham Henry Norris a scegliere lo stadio come sede delle partite interne della sua squadra, così pensò di cedere il terreno alla Great Western Railway Company, che voleva usarlo come deposito di carbone.
La leggenda vuole che Mears fosse sul punto di concludere la vendita quando fu persuaso a tornare sui suoi passi dal collega Fred Parker, nel momento in cui il cane di Mears, uno scotch terrier, morse Parker ad una gamba. Parker considerò l'incidente una premonizione, così Mears, su consiglio del collega, si risolse a fondare una squadra di calcio che giocasse a Stamford Bridge. Contrariamente alla maggioranza dei club inglesi, il Chelsea F.C. fu quindi costituito per riempire uno stadio, e non viceversa.
Mears morì nel 1912, e riposa nelle vicinanze del Brompton Cemetery di Londra.